# Jeffrey Zeldman
Jeffrey Zeldman, né le 12 janvier 1955, est conférencier et auteur dans le domaine du web design. Il possède sa propre société de conception, « Happy Cog » et anime un blog sur le sujet, « Jeffrey Zeldman Presents The Daily Report », depuis 1995.
Il est notamment l'auteur du livre « Design web : utiliser les standards » publié en 2003 et réédité deux fois depuis, et fondateur du magazine en ligne « A list Apart » qui publie régulièrement des articles concernant sa profession ou des techniques innovantes pour la création de sites web.